# CLAMP Gakuen Tanteidan Mini Sound Track
CLAMP Gakuen Tanteidan Mini Sound Track (CLAMP学園探偵団 MINI SOUND TRACK?) è il primo EP della cantante giapponese Maaya Sakamoto, pubblicato il 21 marzo 1997. I brani presenti nell'EP sono stati utilizzati come colonna sonora del drama radiofonico legato al manga CLAMP Detective.

## Tracce
1. Bokura no Rekishi (ボクらの歴史?, Bokura no Rekishi)
2. Jikan no Yokan~Densetsu (事件の予感～伝説?, Jikan no Yokan~Densetsu)
3. Fushigi na Dekigoto~Sousa Kaishi (不思議な出来事～捜査開始?, Fushigi na Dekigoto~Sousa Kaishi)
4. Bokura no Rekishi (Original Karaoke) (ボクらの歴史?, Bokura no Rekishi (Original Karaoke))